# Сидоренко, Александр Александрович
Александр Александрович Сидоренко (укр. Олександр Олександрович Сидоренко; 27 мая 1960, Жданов, Сталинская область — 20 февраля 2022, Мариуполь, Донецкая область) — советский пловец, чемпион летних Олимпийских игр 1980. Экс-рекордсмен мира.

## Биография
Родился 27 мая 1960 года в городе Жданове Украинской ССР.
Окончил Киевский государственный институт физической культуры. В 1976 году стал мастером спорта СССР, в 1979 году признан лучшим пловцом страны, а в 1980 году получил звание заслуженный мастер спорта СССР.

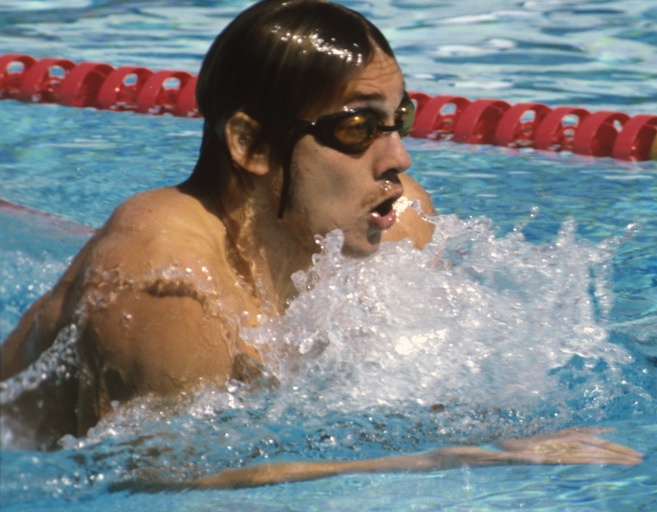
На московской Олимпиаде 1980 года

Первоначально тренировался у мариупольского тренера Виктора Вангельева, затем — у Веры Смеловой.
Выигрывал чемпионат СССР в комплексном плавании 20 раз в период с 1977 по 1986 год. 9 июля 1978 года в Москве установил мировой рекорд на дистанции 200 м, который продержался до 2 августа.
Участвуя на летних Олимпийских играх 1980 стал чемпионом в дисциплине 400 метров с результатом 4:22.89, который стал новым олимпийским рекордом. Через год выиграл чемпионат Европы на дистанции 200 метров (2:03.60), а на чемпионате мира 1982 снова первенствовал в этой дисциплине с рекордом чемпионатов (2:03.30).
11 сентября 1982 года женился на бронзовой призёрше Олимпийских игр 1980 года по плаванию Елене Кругловой, в 1989 году у них родился сын Александр.
После завершения спортивной карьеры в сентябре 1987 года стал тренером ватерпольной команды «Ильичёвец», а через 10 лет — её начальником.
Почётный гражданин города Мариуполя.
Скончался 20 февраля 2022 года в Мариуполе на 62-м году жизни от коронавирусной инфекции.